# Герман
Ге́рман — мужское русское личное имя латинского происхождения; восходит к лат. Germanus — «единоутробный», «близкий», «родной». Это имя, бывшее распространённым в Византии, носил ряд полководцев империи, патриархов и святых. Не следует путать имя Герман с Германн (нем. Hermann; последнее — изменённое Harimann/Herimann, двухосновное имя древнегерманского происхождения, образованное сложением компонентов heri/hari — «войско» и mann — «человек»).
Разговорная форма имени — Е́рман; народная форма — Ерма́к.
От этого имени произошла фамилия Германов.

## Именины
Православные именины (даты приводятся по григорианскому календарю):
- 8 февраля, 23 февраля
- 2 апреля
- 25 мая
- 28 июня
- 6 июля, 11 июля, 20 июля
- 9 августа, 12 августа, 21 августа, 25 августа
- 15 сентября, 24 сентября
- 8 октября, 10 октября
- 2 ноября, 4 ноября, 12 ноября, 19 ноября, 26 ноября
- 26 декабря